# All I See Is You
All I See Is You (titulada Dame tus ojos en España y México) es película estadounidense de drama psicológico de 2016, dirigida por Marc Forster y escrita por Foster y Sean Conway. Está protagonizada por Blake Lively  y Jason Clarke. 
La película fue estrenada en el Festival Internacional de Cine de Toronto de 2016. All I See Is You fue estrenada en Estados Unidos el 27 de octubre de 2017.

## Argumento
Una mujer (interpretada por Blake Lively) y su marido (Jason Clarke), cuyas vidas se verán envueltas en un giro radical en el momento en que ella, ciega toda su vida, recupera la visión por medio de un trasplante de córnea. La activación de su sentido de la vista le permite descubrir detalles acerca de sí mismos, su matrimonio y su vida, que hasta entonces le resultó imposible apreciar. 

## Reparto
- Blake Lively  es Gina.
- Jason Clarke es James.
- Yvonne Strahovski es Karen.
- Danny Huston es Doctor.
- Wes Chatham es Daniel.
- Miquel Fernández es Ramón.